# ARTEMA
ARTEMA（アルテマ）は、日本のメタルコアバンド。メタルコアとエレクトロ、ジャパニーズメロディの融合をコンセプトとし、自らの音楽性をKIRA☆COREと称している。

## メンバー
- MEG（ボーカル）、一部の曲のみギター[5])
- Ko-hey（ギター、ボーカル）
解散後の2016年6月にNAMBA69に加入した[6]。
- Kaz（ベース）
- H@L（ドラム）
解散後の2017年6月にアクメを結成し、HAL名義で活動している[7]。

## 来歴
2011年
- 1月 - 結成[8]。
- 2月27日 - 初ライヴとともに200枚の会場限定シングル「LITE SABER」をリリース[9]。
- 7月[要出典] - 前任のベースが脱退、Kazが加入。
- 8月5日 - Garimpeiro RecordsからEP「Fairy Tale」をリリース[1] 。

2012年
- 3月14日 - シングル「UNLIMITED BREAKER」をリリース[10]。

2013年
- 2月20日 - ワーナーミュージック・ジャパンからアルバム『ARTEMA』をリリースし、メジャーデビュー[11]。
- 9月4日 - タワーレコード限定シングル「REALIVE」をリリース[12]。

2014年
- 1月29日 - アルバム『STARGAZER』をリリース。
- 12月7日 - ギターが脱退。新メンバーは入れず、4人体制で活動を継続。

2015年
- 8月19日 - アルバム『Artemete Party』をリリース。

2016年
- 2月15日 - 2016年5月20日をもって解散することを発表[3]。

## 作品

### シングル
| # | 発売日        | タイトル          | 規格品番   |
| - | ------------- | ----------------- | ---------- |
| 1 | 2011年2月27日 | LITE SABER        | ARTM-001   |
| 2 | 2012年3月14日 | UNLIMITED BREAKER | GR-21      |
| 3 | 2013年9月4日  | REALIVE           | WPCL-11597 |

### EP
| # | 発売日       | タイトル   | 規格品番 |
| - | ------------ | ---------- | -------- |
| 1 | 2011年8月5日 | Fairy Tale | GR-18    |

### アルバム
| # | 発売日        | タイトル       | 規格品番   |
| - | ------------- | -------------- | ---------- |
| 1 | 2013年2月20日 | ARTEMA         | WPCL-11309 |
| 2 | 2014年1月29日 | STARGAZER      | WPCL-11706 |
| 3 | 2015年8月19日 | Artemete Party | WPCL-12169 |

### 参加作品
| 発売日        | タイトル                              | 規格品番   | 収録作品                             |
| ------------- | ------------------------------------- | ---------- | ------------------------------------ |
| 2012年2月20日 | Last Sweet Romance                    | AVCD-38406 | 『IMC KILLER TUNES』                 |
| 2013年6月26日 | Divine Judgement -Faith for Life Mix- | LNCM-1029  | 『GEKIROCK PRESENTS EXTREME PRIMER』 |
| 2014年5月28日 | Believe                               | TRVE-105   | 『PUNK GOES 90's Vol.2』             |